# CART sezona 1997
CART sezona 1997 je bila devetnajsta sezona serije CART, ki je potekala med 2. marcem in 28. septembrom 1997.

## Dirkači in moštva
| Moštvo                  | Šasija       | Motor    | Gume | Št | Dirkači                | Sponzor                           |
| ----------------------- | ------------ | -------- | ---- | -- | ---------------------- | --------------------------------- |
| Target Chip Ganassi     | Reynard      | Honda    | F    | 1  | Jimmy Vasser           | Target                            |
| Target Chip Ganassi     | Reynard      | Honda    | F    | 4  | Alex Zanardi           | Target                            |
| Target Chip Ganassi     | Reynard      | Honda    | F    | 4  | Arie Luyendyk          | Target                            |
| Walker Racing           | Reynard      | Honda    | G    | 5  | Gil de Ferran          | Valvoline/Cummins                 |
| PacWest                 | Reynard      | Mercedes | F    | 17 | Mauricio Gugelmin      | Hollywood                         |
| PacWest                 | Reynard      | Mercedes | F    | 18 | Mark Blundell          | Motorola                          |
| Marlboro Team Penske    | Penske       | Mercedes | G    | 2  | Al Unser, Jr.          | Marlboro                          |
| Marlboro Team Penske    | Penske       | Mercedes | G    | 3  | Paul Tracy             | Marlboro                          |
| Forsythe Racing         | Reynard      | Mercedes | F    | 99 | Greg Moore             | Player's/Indeck                   |
| Newman-Haas Racing      | Swift        | FordXB   | G    | 6  | Michael Andretti       | Texaco/Kmart                      |
| Newman-Haas Racing      | Swift        | FordXD   | G    | 11 | Christian Fittipaldi   | Budweiser/Kmart                   |
| Newman-Haas Racing      | Swift        | FordXD   | G    | 11 | Roberto Moreno         | Budweiser/Kmart                   |
| Patrick Racing          | Reynard      | FordXB   | F    | 20 | Scott Pruett           | Brahma                            |
| Patrick Racing          | Reynard      | FordXD   | F    | 40 | Raul Boesel            | Brahma                            |
| Team Rahal              | Reynard      | FordXB   | G    | 7  | Bryan Herta            | Shell                             |
| Team Rahal              | Reynard      | Ford XD  | G    | 8  | Bobby Rahal            | Miller Lite                       |
| Tasman Motorsports      | Lola         | Honda    | F    | 31 | Andre Ribeiro          | LCI International/Marlboro        |
| Tasman Motorsports      | Lola         | Honda    | F    | 32 | Adrian Fernandez       | Tecate/Quaker State               |
| Team KOOL Green         | Reynard      | Honda    | F    | 27 | Parker Johnstone       | KOOL                              |
| Bettenhausen Racing     | Reynard      | Mercedes | G    | 16 | Patrick Carpentier (R) | Alumax                            |
| Bettenhausen Racing     | Reynard      | Mercedes | G    | 16 | Roberto Moreno         | Alumax                            |
| Davis Racing            | Reynard      | FordXD   | G    | 77 | Gualter Salles (R)     | Indusval                          |
| Della Penna Motorsports | Lola         | FordXD   | G    | 21 | Richie Hearn           | Ralphs/Food 4 Less                |
| Hogan Racing            | Reynard      | Mercedes | F    | 9  | Dario Franchitti (R)   | Brez                              |
| Hogan Racing            | Reynard      | Mercedes | F    | 9  | Robbie Gordon          | Brez                              |
| All American Racing     | Swift        | Toyota   | G    | 36 | Juan Manuel Fangio II  | Castrol                           |
| All American Racing     | Swift        | Toyota   | G    | 98 | P. J. Jones            | Castrol                           |
| Arciero-Wells Racing    | Reynard      | Toyota   | F    | 24 | Hiro Matsushita        | Panasonic/Duskin                  |
| Arciero-Wells Racing    | Reynard      | Toyota   | F    | 25 | Max Papis              | MCI                               |
| Payton/Coyne Racing     | Lola/Reynard | FordXD   | G    | 19 | Michel Jourdain Jr.    | Herdez/Viva Mexico!               |
| Payton/Coyne Racing     | Lola/Reynard | FordXD   | G    | 34 | Roberto Moreno         | Data Control                      |
| Payton/Coyne Racing     | Lola/Reynard | FordXD   | G    | 34 | Paul Jasper (R)        | HYPE                              |
| Payton/Coyne Racing     | Lola/Reynard | FordXD   | G    | 34 | Christian Danner       | HYPE                              |
| Payton/Coyne Racing     | Lola/Reynard | FordXD   | G    | 34 | Charlie Nearburg(R)    | Nearburg Explorations             |
| Payton/Coyne Racing     | Lola/Reynard | FordXD   | G    | 34 | Dennis Vitolo          | Smith Kline Beecham               |
| Project Indy            | Lola         | FordXD   | G    | 64 | Dennis Vitolo          | JAG/Marcelo Group/Hawaiian Tropic |
| Project Indy            | Lola         | FordXD   | G    | 64 | Arnd Meier (R)         | JAG/Marcelo Group/Hawaiian Tropic |

## Rezultati

### Velike nagrade
| Št | Ime                               | Dirkališče                    | Datum         | Zmagovalec        | Moštvo               | Poročilo |
| -- | --------------------------------- | ----------------------------- | ------------- | ----------------- | -------------------- | -------- |
| 1  | Marlboro Grand Prix of Miami      | Homestead, Florida            | 2. marec      | Michael Andretti  | Newman-Haas Racing   | Poročilo |
| 2  | Sunbelt IndyCarnival              | Surfer's Paradise, Avstralija | 6. april      | Scott Pruett      | Patrick Racing       | Poročilo |
| 3  | Toyota Grand Prix of Long Beach   | Long Beach, California        | 13. april     | Alex Zanardi      | Target Chip Ganassi  | Poročilo |
| 4  | Bosch Spark Plug Grand Prix       | Nazareth, Pensilvanija        | 27. april     | Paul Tracy        | Marlboro Team Penske | Poročilo |
| 5  | Hollywood Rio 400k                | Rio de Janerio, Brazilija     | 11. maj       | Paul Tracy        | Marlboro Team Penske | Poročilo |
| 6  | Motorola 300                      | Madison, Illinois             | 24. maj       | Paul Tracy        | Marlboro Team Penske | Poročilo |
| 7  | Miller Genuine Draft 200          | West Allis, Wisconsin         | 1. junij      | Greg Moore        | Forsythe Racing      | Poročilo |
| 8  | ITT Automotive Detroit Grand Prix | Belle Isle, Detroit           | 8. junij      | Greg Moore        | Forsythe Racing      | Poročilo |
| 9  | Budweiser/G.I. Joe's 200          | Portland, Oregon              | 22. junij     | Mark Blundell     | PacWest              | Poročilo |
| 10 | Medic Drug Grand Prix             | Cleveland, Ohio               | 13. julij     | Alex Zanardi      | Target Chip Ganassi  | Poročilo |
| 11 | Molson Indy Toronto               | Toronto, Canada               | 20. julij     | Mark Blundell     | PacWest              | Poročilo |
| 12 | U.S. 500 Presented by Toyota      | Brooklyn, Michigan            | 27. julij     | Alex Zanardi      | Target Chip Ganassi  | Poročilo |
| 13 | Miller 200                        | Lexington, Ohio               | 10. avgust    | Alex Zanardi      | Target Chip Ganassi  | Poročilo |
| 14 | Texaco/Havoline 200               | Elkhart Lake, Wisconsin       | 17. avgust    | Alex Zanardi      | Target Chip Ganassi  | Poročilo |
| 15 | Molson Indy Vancouver             | Vancouver, Canada             | 31. avgust    | Mauricio Gugelmin | PacWest              | Poročilo |
| 16 | Honda Grand Prix of Monterey      | Laguna Seca, California       | 7. september  | Jimmy Vasser      | Target Chip Ganassi  | Poročilo |
| 17 | Marlboro 500                      | Fontana, California           | 28. september | Mark Blundell     | PacWest              | Poročilo |